# Função de distribuição (teoria da medida)
Em matemática, em particular na teoria da medida, existem diferentes noções de função de distribuição e é importante entender o contexto em que elas são usadas (propriedades de funções ou propriedades de medidas).
Funções de distribuição (no sentido da teoria da medida) são uma generalização de funções de distribuição (no sentido da teoria da probabilidade).

## Definições
A primeira definição apresentada aqui é normalmente usada em análise (análise harmônica, análise de Fourier e teoria da integração em geral) para analisar propriedades de funções.
A função {\displaystyle d_{f}} fornece informações sobre o tamanho de uma função mensurável {\displaystyle f}.
As próximas definições de função de distribuição são generalizações diretas da noção de funções de distribuição (no sentido da teoria da probabilidade).
É um resultado bem conhecido na teoria da medida que se {\displaystyle F:\mathbb {R} \to \mathbb {R} } é uma função contínua à direita não decrescente, então a função {\displaystyle \mu } definido na coleção de intervalos limitados da forma {\displaystyle (a,b]} por {\displaystyle \mu {\big (}(a,b]{\big )}=F(b)-F(a)}estende-se de forma única a uma medida {\displaystyle \mu _{F}} em um {\displaystyle \sigma } -álgebra {\displaystyle {\mathcal {M}}} que inclui os conjuntos Borel. Além disso, se duas dessas funções {\displaystyle F} e {\displaystyle G} induzem a mesma medida, ou seja, se {\displaystyle \mu _{F}=\mu _{G}}, então {\displaystyle F-G} é constante. Por outro lado, se {\displaystyle \mu } é uma medida em subconjuntos de Borel da reta real que é finita em conjuntos compactos, então a função {\displaystyle F_{\mu }:\mathbb {R} \to \mathbb {R} } definida por {\displaystyle F_{\mu }(t)={\begin{cases}\mu ((0,t])&{\text{if }}t\geq 0\\-\mu ((t,0])&{\text{if }}t<0\end{cases}}}é uma função contínua à direita não decrescente com {\displaystyle F(0)=0} de modo que {\displaystyle \mu _{F_{\mu }}=\mu } .
Esta função de distribuição particular está bem definida independentemente de {\displaystyle \mu } ser finito ou infinito; por esta razão, alguns autores também se referem a {\displaystyle F_{\mu }} como uma função de distribuição da medida {\displaystyle \mu }. Em outras palavras:

## Exemplo
Considere como medida a medida de Lebesgue {\displaystyle \lambda }. Então, por definição de {\displaystyle \lambda }{\displaystyle \lambda ((0,t])=t-0=t{\text{ e }}-\lambda ((t,0])=-(0-t)=t} Portanto, a função de distribuição da medida de Lebesgue é {\displaystyle F_{\lambda }(t)=t} para todo {\displaystyle t\in \mathbb {R} }.

## Observações
- A função de distribuição {\displaystyle d_{f}} de uma função mensurável a valores reais {\displaystyle f} em um espaço de medida {\displaystyle (X,{\mathcal {B}},\mu )} é uma função monótona não crescente e tem suporte {\displaystyle [0,\mu (X)]}. Se {\displaystyle d_{f}(s_{0})<\infty } para alguns {\displaystyle s_{0}\geq 0}, então {\displaystyle \lim _{s\to \infty }d_{f}(s)=0.}
- Quando a medida subjacente {\displaystyle \mu } sobre {\displaystyle (\mathbb {R} ,{\mathcal {B}}(\mathbb {R} ))} é finita, a função de distribuição {\displaystyle F} da definição 3 difere ligeiramente da definição padrão da função de distribuição {\displaystyle F_{\mu }} (no sentido da teoria da probabilidade) conforme dada pela definição 2, pois para a primeira, {\displaystyle F(0)=0} enquanto para a última, {\displaystyle \lim _{t\to -\infty }F_{\mu }(t)=0{\text{ and }}\lim _{t\to \infty }F_{\mu }(t)=\mu (\mathbb {R} ).}
- Quando os objetos de interesse são medidas em {\displaystyle (\mathbb {R} ,{\mathcal {B}}(\mathbb {R} ))}, a definição 3 é mais útil para medidas infinitas. Isto acontece porque {\displaystyle \mu ((-\infty ,t])=\infty } para todo {\displaystyle t\in \mathbb {R} }, o que torna a noção da definição 2 inútil.